# Edward Espinosa
Edward Manuel Espinosa Cordero (26 de junio de 1989) es un deportista dominicano que compite en taekwondo. Ganó una medalla de bronce en el Campeonato Panamericano de Taekwondo de 2012 en la categoría de –54 kg.

## Palmarés internacional
| Campeonato Panamericano | Campeonato Panamericano | Campeonato Panamericano | Campeonato Panamericano |
| Año                     | Lugar                   | Medalla                 | Categoría               |
| ----------------------- | ----------------------- | ----------------------- | ----------------------- |
| 2012                    | Sucre (Bolivia)         | Medalla de bronce       | –54 kg                  |